# Steve Brimacombe
Stephen „Steve“ Brimacombe (* 7. Mai 1971 in Melbourne, Australien) ist ein ehemaliger australischer Sprinter.
1994 nahm er an den Commonwealth Games in Victoria teil. Dort erreichte er das Halbfinale im 200-Meter-Lauf und wurde Siebter im 100-Meter-Lauf. Den größten Erfolg seiner Karriere feierte in der folgenden Saison er bei den Leichtathletik-Weltmeisterschaften 1995 in Göteborg. Gemeinsam mit Paul Henderson, Tim Jackson und Damien Marsh gewann er in 38,50 s die Silbermedaille in der 4-mal-100-Meter-Staffel. Tags zuvor hatte das australische Quartett im Halbfinale mit einer Zeit von 38,17 s einen Ozeanienrekord aufgestellt. Brimacombe trat in Göteborg auch über 200 m an und erreichte dabei das Halbfinale.
Auch bei den Olympischen Spielen 1996 in Atlanta erreichte er im 200-Meter-Lauf das Halbfinale. Mit der Staffel verpasste er wegen eines Wechselfehlers den Finaleinzug. Bei den Leichtathletik-Weltmeisterschaften 1997 in Athen schied er dagegen in beiden Wettbewerben bereits in der ersten Runde aus. 1998 gewann er bei den Commonwealth Games in Kuala Lumpur die Bronzemedaille in der 4-mal-100-Meter-Staffel. Über 200 m lief er bis in das Halbfinale.
Eine weitere Bronzemedaille mit der Staffel holte Brimacombe bei den Leichtathletik-Weltmeisterschaften 2001 in Edmonton. Das australische Quartett Matt Shirvington, Paul Di Bella, Steve Brimacombe und Adam Basil hatte mit einer Zeit von 38,83 s das Ziel zwar nur auf dem vierten Platz erreicht. Durch die nachträgliche Disqualifikation der US-amerikanischen Staffel wegen eines Dopingvergehens ihres Läufers Tim Montgomery rückten die Australier aber in der Wertung um einen Rang auf.
Daneben wurde Brimacombe insgesamt viermal australischer Meister, zweimal im 200-Meter-Lauf (1994–1995) und jeweils einmal über 100 Yards (1992) und über 100 m (1997).
Steve Brimacombe hatte bei einer Körpergröße von 1,80 m ein Wettkampfgewicht von 75 kg.

## Bestleistungen
- 100 m: 10,28 s, 27. Januar 1997, Sydney
- 200 m: 20,30 s, 17. Februar 1996, Brisbane